# Holdfény (film)

A Holdfény (angolul: Moonlight) 2016-ban bemutatott amerikai filmdráma Barry Jenkins rendezésében. A forgatókönyvet Tarell Alvin McCraney In Moonlight Black Boys Look Blue című színműve alapján, McCraney és Jenkins közösen írták. A film főszereplői Trevante Rhodes, André Holland, Janelle Monáe, Ashton Sanders, Naomie Harris és Mahershala Ali.
A filmet 2015-ben, Miamiban forgatták, és 2016. szeptember 2-án láthatta először a közönség a Telluride Filmfesztiválon. Amerikai forgalmazója az A24 2016. október 21-én, míg a magyar Vertigo Média 2017. február 16-án mutatta be.
A Holdfény nagy kritikai sikert aratott. A 74. Golden Globe-gálán elnyerte a legjobb filmdrámának járó díjat, és további öt kategóriában jelölték. A 89. Oscar-gálán nyolc jelölésből hármat váltott díjra, a legjobb filmnek, a legjobb adaptált forgatókönyvnek és a legjobb férfi mellékszereplőnek (Ali) járót.
A Holdfény az első film, amelynek teljes szereplőgárdája fekete és elnyerte a legjobb filmnek járó Oscar-díjat, és az első LMBT film, amely a legjobb film Oscar-díját megkapta. Az összes korábbi Oscar-díjas alkotás között ennek volt a legkisebb a költségvetése, ugyanakkor Észak-Amerikában a A bombák földjén után a második olyan film, amely a nevezés előtt a legkisebb árbevételt hozta. A film egyik vágója, Joi McMillon az első fekete nő, akit vágásért Oscar-díjra jelöltek, míg Mahershala Ali az első muszlim vallású színész, aki Oscart kapott.

## Történet
|  | Alább a cselekmény részletei következnek! |

### i. Kicsi (Little)
Az 1980-as években Miami egyik feketék lakta külvárosi negyedében, Liberty City-ben Juan, a kubai származású drogdíler találkozik Chironnal, a nyolcéves kisfiúval, aki az őt üldöző osztálytársak elől egy lakatlan drogtanyára menekül. Juan a kis növésű, zárkózott gyereket először meghívja enni egy gyorsétterembe. Mivel nem tudja szóra bírni, magával viszi otthonába, ahol barátnőjével, Teresával él. A gyerek csak annyit árul el magáról, hogy osztálytársai Kicsinek (Little) csúfolják és hogy anyja egyedül neveli. Teresa beleegyezik, hogy a gyerek náluk töltse az éjszakát. Juan másnap visszaviszi őt anyjához, Paulához.
Az osztálytársak közül Kevin az egyetlen, aki barátságosan bánik Kicsivel. Elviszi magával focizni, majd arra biztatja, hogy védje meg magát a többiek ellen és mutassa meg, hogy nem puhány, amit Juan egy játékos birkózásban be is bizonyít. Egy másik alkalommal megengedi Kicsinek, hogy az iskola mosdójában csatlakozzon a gyerekek egy csoportjához, akik a nemi szervüket hasonlítgatják össze. Utána Chiron hazamegy, vizet melegít és beül a kádba.
Néhány nap múlva Chiron újból meglátogatja Juant, aki leviszi a tengerpartra és úszni tanítja. Karjával a víz felszínén tartja a fiút és arra biztatja, engedje el magát és egy kis ideig gondolja azt, hogy most ő a világ közepe. Hogy növelje a gyerek önbizalmát, Juan elmeséli egy gyerekkori élményét, amikor egy idős hölgy azt mondta neki, hogy a fekete gyerekek a holdfényben kéknek látszanak. A férfi és a gyerek között lassan kialakul egy viszony, amiben Juan tölti be az apa szerepét.
Juan egy szokásos esti drogterítés alkalmával összefut Paulával, aki épp cracket szív az egyik vásárlójával. Kettejük között heves vita alakul ki. Juan szemrehányást tesz Paulának a drogozás miatt, aki azzal vág vissza, hogy a férfi felneveli-e helyette a gyereket és vajon tudja-e, miért csúfolják a többiek Kicsinek.
Chiron egy este váratlanul megint megjelenik Juanék lakásán. Elmondja, hogy gyalog ment, majd megkérdi, hogy mit jelent az a szó, hogy „köcsög” (angolul faggot). Juan elmagyarázza, hogy ezzel a szóval mások a melegeket próbálják megbántani. Majd hozzáteszi, hogy az nem baj, ha valaki meleg, de Chiron soha ne engedje meg, hogy mások köcsögnek szólítsák. A fiú ezután azt kérdezi Juantól, hogy az anyja is tőle vásárolja-e a kábítószert. Juan lehajtott fejjel beismeri, hogy igen. Chiron szó nélkül feláll az asztaltól és otthagyja őket. Juan könnyeivel küzd, Teresa vigasztalóan megfogja kezét.

### ii. Chiron
Hét évvel később Chiron növésben már utolérte társait, de hozzájuk képest még mindig nagyon vékony. Terrel, a középiskola alfahímje kipécézte magának Chiront. Az órákon a másságára célozgató megjegyzéseket tesz rá, és továbbra is Kicsinek szólítja. Ugyanabba az osztályba jár Kevin is, akinek egy alkalommal az órák után büntetésből benn kell maradnia, mert rajtakapták az iskolában, amikor szexelt egy lánnyal. Ezt bizalmasan elmeséli Juannak és ekkor szólítja őt először Fekának.
Paula drogfüggősége közben súlyosbodott és hogy pénzhez jusson, prostituálja magát. Amikor éjszaka vendége van, Chiront elküldi otthonról, aki ilyenkor Teresánál alszik. Juan közben meghalt, de Chiron továbbra is számíthat Teresára. Azon az éjszakán, amikor Chiron nála alszik, álmában Kevint és a lányt látja aktus közben Teresa házának kertjében. Másnap anyja, aki nyilvánvalóan elvonási tünetektől szenved, szemrehányást tesz neki amiatt, hogy Teresával tartja a kapcsolatot és még a tőle kapott pénzt is elszedi a fiútól.
Terrel nem száll le Chironról, az utcán is beleköt egy haverjával együtt és becsmérlő megjegyzéseket tesz Paulára. Chiron tehetetlen velük szemben és megalázottan távozik. Este a városban bolyong a metróban, majd végül kiköt a tengerparton, ahol Juan tanította úszni.
Váratlanul megjelenik Kevin és leül mellé. Ismét Fekának szólítja Chiront és a kérdésre, hogy miért, azt válaszolja, hogy ezt becenévként használja. Közösen elszívnak egy jointot, amit Kevin hozott magával és közben olyan bizalmas dolgokról beszélgetnek, mint szomorúság és sírás. Kevin átöleli Chiront, lassan magához húzza, szájon csókolja és kézzel kielégíti. Utána hazaviszi kocsival. A két srác barátként válik el.
Terrel egy nap az iskola menzáján leül Kevin mellé és ráveszi, hogy elevenítsenek fel egy csicskáztató játékot, amiben addig ütik az áldozatot, amíg az fekve nem marad. Az erős és izmos Kevin belemegy a játékba. Terrel az iskola előtt az utcán bök rá a kiszemelt célpontra, Chironra. Kevin megdöbben, de Terrel és a többiek uszítják és ököllel arcul csapja Chiront, aki a földre zuhan, de ismét talpra áll. Bár Kevin kéri, hogy maradjon fekve, Chiron minden ütés után újra feláll. A közben rugdosássá fajult verésnek a felnőttek közbeavatkozása vet véget. Az eset után Chiront hiába kérleli az egyik tanár, hogy tegyen feljelentést, ő erre nem hajlandó. Otthon megtölti a kádat jeges vízzel és ebben hűti véresre vert arcát.
Másnap Chiron nagyon határozott lépésekkel és szemmel láthatóan eltökélten bemegy az iskolába. Az osztályteremben, ahol már megkezdődött az óra, megragad egy széket és leüti Terrelt. Kevin az iskola előtt állva nézi, ahogy Chiront a rendőrök elviszik.

### iii. Feka (Black)
Körülbelül tíz évvel később Chiron Atlantában él, miután letöltötte büntetését a javító-nevelő intézetben. Most Fekának hívják, ahogy korábban Kevin hívta őt. Droggal kereskedik, mint egykor Juan, és kinézetében is rá emlékeztet. Izmos férfi lett belőle, aki esténként rendszeresen gyúr, alkoholt nem fogyaszt. Viseli a drogdílerek teljes kelléktárát: gyémánt fülbevalók, súlyos aranylánc, karkötők és aranylemezből készült fogvédő. Egy nagy országúti cirkálóval járja a negyedet, ahol teríti a drogot az utcai árusok között. Éjszakánként viszont rémálmok gyötrik: anyja jelenik meg álmában, ahogy gyerekkorában üvölt rá. A nyomasztó álomból felriadva Chiron a jeges vízzel töltött kádban próbálja lehűteni a fejét.
Paula ugyanebben a városban lakik. Túl van az elvonókúrán és most egy utókezelő otthonban él, amit korábban drogfüggőségben szenvedőknek tartanak fenn. Időnként felhívja fiát és kéri, látogassa meg.
Egy este Chiron már félálomban van, amikor csörög a mobiltelefonja. Azt hiszi, ismét az anyja hívja és mentegetőzni kezd, hogy még nem látogatta meg. De a vonal másik végén Kevin van, aki továbbra is Miamiban él és most szakács egy kisebb étteremben. Teresa adta meg neki Chiron számát. A verekedés óta nem látták egymást. Elnézést kér a történtekért és elmeséli, hogy nemrég bement az étterembe egy srác, aki hasonlít Chironra és lejátszott egy számot a zenegépben. Hívja Chiront, hogy látogassa meg, ha arra jár. Másnap reggel Chiron a nedves alsónadrágján veszi észre, hogy éjjel spontán magömlése volt.
Amikor Chiron meglátogatja anyját az otthonban, a nő elmondja, hogy szereti, bár tudja, hogy ugyanezt fordítva nem várhatja el tőle, mert nem volt jó anya és amikor kellett volna, nem adta meg fiának a szükséges szeretet. Próbálja rávenni fiát, hogy beszéljen az érzéseiről, de Chiron egy pillanatra dühösen kifakad. Bár továbbra sem tud megnyílni anyja előtt, de mielőtt távozna, megölelik egymást.
Chiron egy nap kocsiba ül és elindul Miamiba anélkül, hogy felhívná Kevint. Este érkezik meg az étterembe, ahol a vendégekkel foglalkozó Kevin először észre sem veszi. Csak akkor ismeri fel, amikor veszi fel tőle a rendelést. Bár Chiron most egészen másképp néz ki, mint amikor utoljára látta, örül neki. Chiron nem akar étlapról választani, ezért Kevin séf kedvencét ajánl, amit szemmel láthatóan nagy odaadással készít el. Bár Chiron mondja, hogy nem szokott alkoholt fogyasztani, Kevin vörösbort hoz és a találkozás örömére mindketten isznak. Vacsora után Kevin elbüszkélkedik kisfia fényképével. A házasságnak már vége, de Kevin a gyerek miatt továbbra is tartja a kapcsolatot volt feleségével. Chiron most is nehezen nyílik meg és keveset beszél. Kevin szóvá teszi Chiron kinézetét, a sok smukkot, és kissé megdöbben, amikor hallja, hogy Chiron kábítószerrel kereskedik, aki félig-meddig mentegetőzve mondja, hogy neki „ezt dobta a gép”. Mindketten kissé zavarban vannak és a beszélgetésnek az sem kedvez, hogy kezdetben Kevinnek gyakran fel kell állnia, hogy a többi vendéggel foglalkozzon. Amikor Chiron nekiszegezi a kérdést Kevinnek, hogy miért hívta fel telefonon, Kevin jön zavarba, majd lejátssza a zenegépben azt a számot, ami eszébe juttatta Chiront: egy régi doo-wop dal, amit Barbara Lewis énekel, címe Hello Stranger (Helló, idegen).
Kevin bezárja az éttermet és Chiron kocsijában elindulnak hazafelé. Útközben Kevin tovább faggatja Chiront, mert még mindig csodálkozik a váratlan látogatáson. Mikor megkérdi, hogy hol fog éjszakázni, Chiron arca kissé elkomorul és válasz helyett felerősíti az autórádió hangját. Így érkeznek meg Kevin lakásához, ahol a kocsiból kiszállva Chiron megint azt a tengerparti szakaszt látja maga előtt, ahol régen Juan tanította úszni és ahol Kevinnel átélte első szexuális élményét.
Chironnak kissé fáj a feje a sok vörösbortól, ezért Kevin teát készít, bár Chiron közli, hogy azt sem szokott inni. Kevin ekkor kissé kifakad és azt kérdi Chirontól, ki ő tulajdonképpen. A két férfi végre megnyílik egymásnak. Chiron elmondja, hogy az intézetben töltött idő után a semmiből kellett felépítenie magát és hogy nagyon sokáig nem akart arra emlékezni, ami korábban kettőjük között történt. Kevin is elmeséli, hogy korábban mindig mások elvárásainak akart megfelelni, de most már beéri azzal, ami van és csak az a fontos, hogy felnevelje a fiát. Chiron némi tétovázás után megvallja Kevinnek, hogy azóta a tengerparti este óta senki nem érintette meg.
Chiron Kevin vállára hajtja a fejét, ő pedig gyengéden átöleli.
A záróképben ismét a gyermek Chiront látjuk, ahogy háttal áll a holdfényben a tengerparton, majd fejét hátrafordítja és belenéz a kamerába.
|  | Itt a vége a cselekmény részletezésének! |

## Szereplők
- Chiron, a film főszereplője
  - Alex Hibbert mint a gyermek Chiron vagy „Kicsi”
  - Ashton Sanders mint a tizenéves Chiron
  - Trevante Rhodes mint a felnőtt Chiron vagy „Feka”
- Kevin, Chiron legközelebbi barátja
  - Jaden Piner mint a gyermek Kevin
  - Jharrel Jerome mint a tizenéves Kevin
  - André Holland mint a felnőtt Kevin
- Naomie Harris mint Paula
- Janelle Monáe mint Teresa
- Mahershala Ali mint Juan
- Patrick Decile mint Terrel

## Filmelemzés

### A film felépítése
A film három fejezetből áll, ezek mindegyike a főszereplő életének egy különösen meghatározó szakaszát mutatja be. Az egyes fejezetek címe az a név, ahogy a főszereplőt abban az időben hívják. Az első fejezet címe Kicsi (Little), ez a kisfiú gúnyneve az iskolában. A másodiké Chiron, ami a főszereplő valódi keresztneve, a harmadiké pedig Feka (Black), amit legjobb barátja, Kevin ad neki. A három fejezet egymásra épül és együtt egy triptichont alkot. Egyes kritikusok szerint mindegyik fejezet önálló kisfilmként is megállná a helyét, amelyeket egymástól függetlenül is be lehetne mutatni, viszont a három rész együtt sokkal nagyobb hatású.

### Kulcsjelenetek
A kritikusok rendre kiemelik a film bizonyos kulcsjeleneteit, amelyekben mélyebben feltárul azoknak a szereplőknek a valódi jelleme, akik fontos szerepet játszanak Chiron életében:
- A strandjelenet Miamiban a film első részében, ahol Juan úszni tanítja Kicsit (gyakran baptista vagy keresztelő jelenetnek is hívják).[13] Itt mutatja meg a gyereknek Juan, hogy bízhat benne. Egyes beszámolók szerint a forgatás ideje alatt Mahershala Ali valóban megtanította úszni a Kicsit alakító Alex R. Hibbert gyerekszínészt.
- Egy későbbi beszélgetés kettejük közt, amikor Juan elmagyarázza a fiúnak, hogy az élet egy bizonyos pontján mindenkinek döntenie kell, hogy ki akar lenni.
- Az a jelenet, amelyben Kicsi azt kérdi Juantól, mit jelent a köcsög (az eredetiben faggot), ő pedig elmagyarázza, hogy ezt a szót gonosz emberek használják arra, hogy egy meleg rosszul érezze magát.
- Rögtön ezután következik az a jelenet, ahol Juan a gyerek szavaiból rádöbben, hogy mint kábítószer kereskedő, ő is felelős azért a szerencsétlen helyzetért, hogy a fiú anyja drogfüggő.[11][14]
- Az éjszakai strandjelenet hét évvel később Kevinnel, amikor Chiron először él át közvetlen szexuális élményt egy másik emberrel.
- Az a jelenet, amikor Chiron meglátogatja anyját a klinikán, aki elmondja neki, hogy szereti.
- Chiron és Kevin párbeszéde az étteremben, amikor ismét találkozik a két ember, akiknek annyi év után valamiért még mindig szükségük van egymásra.[15][16]

### A szereplők neve

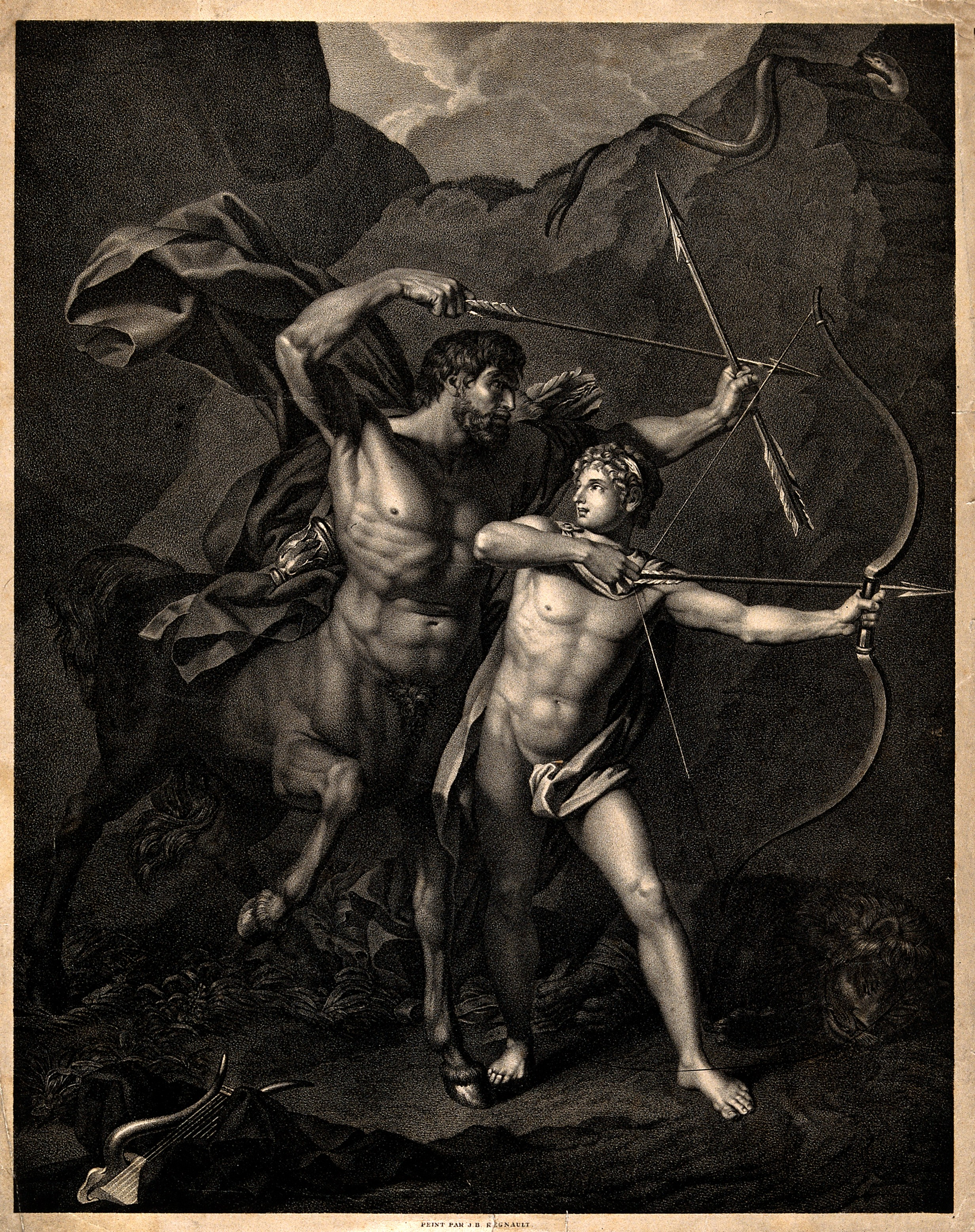
Kheirón és Akhilleusz

A szereplőnevek részben görög mitológiai alakokkal, részben keresztény szentekkel hozhatók összefüggésbe és így utalnak a filmben játszott szerepükre és jellemükre.
Chiron a halhatatlan görög kentaur, Kheirón (latinul Chiron) nevét viseli, aki Kronosz és Philyra torzszülött fia volt és kívülállónak számított mind az istenek, mind a földiek világában. Anyja elhagyta torz kinézete miatt. Ugyanakkor isteni származása révén különbözött a többi kentaurtól, szelídebb volt náluk. Mint minden kentaur, ő is félig ember félig ló volt, ugyanakkor a görög mitológiában gyakran ábrázolják emberi lábakkal.
A mitológiai és a filmbéli Chiron között világos a párhuzam: ő is különbözik a többiektől, akik emiatt bántják. Őt is elhagyja anyja, aki eltűnik a drogfüggés mélységében. A görög mitológiában Kheirónt Apollón és Artemisz isten támogatja, akik orvostudományra, zenére és jövendölésre tanítják. A Holdfényben Chiron Juanban és Teresában lel pótszülőkre, akik megtanítják neki, hogyan kell úszni, hogyan vessen ágyat, hogy üljön egyenesen és hogyan éljen méltósággal.
Kheirón kitüntetett helyet foglal el az asztrológiában is: ő a „sérült gyógyító”. Ez az elnevezés onnan származik, hogy a mítosz szerint egy mérgezett nyílvesszőtől halálos sebet kap, de isteni származása miatt nem hal meg. Viszont a seb nem gyógyul be és állandó fájdalmat okoz. A mítosz egyes magyarázatai szerint a seb ápolása során tanulja meg a gyógyítás tudományát. Másokat meg tud gyógyítani, saját magát viszont nem. Az asztrológiában Kheirón a „halálos sebet” képviseli, amit gyerekkorunkban szenvedünk el és ami gyógyíthatatlannak tűnik. A bennünk lévő Chiron megértése a tanulás és a fejlődés forrásává válhat. A Holdfény bizonyos értelemben elmélkedés azokról a sebekről, amelyeket Chiron az anyjától, az osztálytársaitól és a teljesen közönyös állami intézményektől szenvedett el. Chiron egy meleg fekete fiú, aki egy olyan világban nő fel, amelyik nem törődik a meleg fekete fiúkkal. A film harmadik részében viszont izmos felnőttként jelenik meg újra, akinek hallgatagsága szívósságot rejt magában. Három fejezeten át tartó útja a túlélés története, egy megélt életé. Kísérlet, hogy ne csak gyógyítson, hanem felfedezzen.
A főszereplőt – akit a filmben három különböző színész alakít – az első részben Kicsinek nevezik, majd Chironnak, ami a tényleges keresztneve, majd az utolsó részben felnőttként Fekának hívja magát. Így hívta őt korábban barátja, Kevin. A figura közben egy átalakulási folyamaton megy át, amelyben Chiron lénye az egyre keményebb páncél alatt mindvégig felismerhető marad, miközben külseje erősen megváltozik. Berry Jenkins egy interjúban azt mondta Chiron átváltozásával kapcsolatban, hogy olyanná válik, amilyennek a világ látni akarja. A kritikusoknak feltűnt, hogy Jenkinsnek sikerült a főszerepre három egyformán ideges tekintetű színészt találnia, akiknek a szemében Chiron fájdalma tükröződik, ezzel is elhitetve, hogy végig ugyanarról a személyről van szó.
Juan barátnője Teresa különösen a film második részében egyre inkább Chiron pótanyja lesz. Ő biztosítja a fiúnak azt, amit vér szerinti anyjától nem kap meg: empatikus, odafigyelő, nem ítéli el a mássága miatt, és megadja neki az érzést, hogy nincs egyedül és nem kívülálló. Az egyik jelenetben azt mondja az orrát lógató hallgatag Chironnak, hogy emelje fel a fejét, mert az ő házában csak szeretet és büszkeség lakozik. A szerepnév Teréz anyát idézi, aki egész életét annak szentelte, hogy árvákról és hajléktalanokról gondoskodjék.
Chiron életének másik kulcsszereplője Kevin. A keresztnév jelentése „csinos, kedvesnek született”.
Kevinnek az a szerepe a filmben, hogy Chiront kimozdítsa zárkózottságából, olyan helyzeteket teremtsen, amelyekben Chiron jól érzi magát és amelyek beszédre bátorítják. Ez különösen a romantikus strandjelenetben nyilvánul meg, hiszen Chironnak, akinek korábban semmilyen intim élményben nem volt része, a csók az emberek közötti érintkezés teljesen új formája. A film végén pedig Kevin válla, amikor ráhajtja fejét, nyilvánvalóan a legmeghittebb hellyé válik számára.

## A produkció

### Forgatókönyv

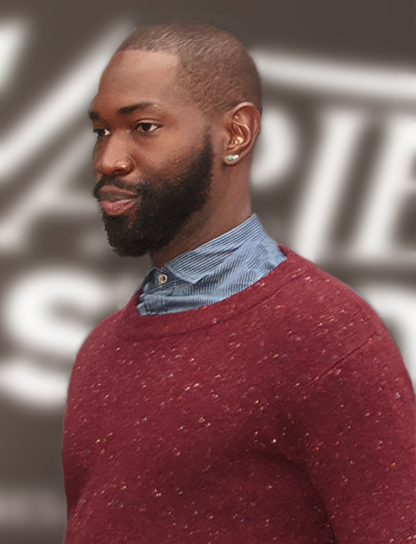
Tarell Alvin McCraney

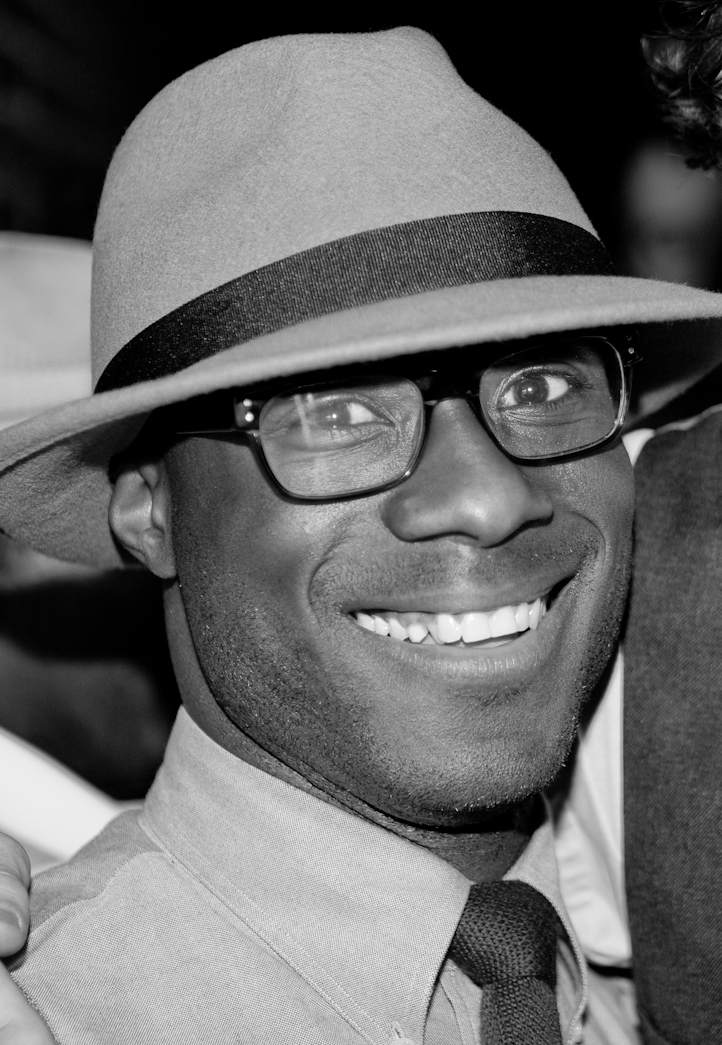
Barry Jenkins

Tarell Alvin McCraney 2003-ban írta In Moonlight Black Boys Look Blue című részben önélatrajzi indíttatású színdarabját, amelyben drogfüggő anyja halálát próbálta érzelmileg feldolgozni, aki AIDS-ben hunyt el. A darab majdnem egy évtizeden át fiókban hevert, és máig nem állították színpadra. Három felvonásban meséli el az afroamerikai Chiron történetét, aki szegénységben és drogháborúk közepette nő fel az 1980-as évek Miamijában.
McCraney a darabban saját gyerekkori élményeiből merít. A 2016-os Torontói Nemzetközi Filmfesztiválon a filmbemutatót követő sajtókonferencián elmondta, hogy egy szomszédban élő drogkereskedő megtanította biciklizni. A Blue (Kék) nevű férfi az idő tájt gyakran találkozott anyjával, vele pedig olyan kedvesen és gyengéden bánt, mintha a saját gyereke lett volna. Az író akkor öt vagy hat éves volt és korábban soha nem tapasztalta, hogy egy férfi így viselkedik vele, beleértve saját apját is. Tudta, hogy Blue drogkereskedő, az anyja pedig kábítószeres, de elfogadta a dolgokat úgy, ahogy voltak. Elmondása szerint úgy éltek, mintha egy mozaikcsalád lettek volna. A férfit néhány évvel később lelőtték.
Miután elvégezte a DePaul University esztétika szakát és a Yale Egyetem mesterképzőjét, 2010-ben McCraney megírta a Day N Night Out című rövidfilm forgatókönyvét, amelyben ő játszotta The Boy Who Looks szerepét és ezzel 2013-ban elnyerte a MacArthur Fellowship díját.
A Holdfényt Barry Jankins rendezte, akinek ez a második játékfilmje a Magyarországon is bemutatott Orvosság búbánatra (Medicine for Melancholy) után. Jenkins hasonló korú, mint McCraney, és bár abban az időben még nem ismerték egymást, de ő is Miami külvárosában, Liberty City-ben nőtt fel, sőt egy ideig ugyanabba az iskolába jártak. Az ő anyja is kábítószeres és HIV-fertőzött volt, de a betegség nem alakult ki nála. A 2008-as debütálás után több forgatókönyvet is írt, ezek egyikéből sem készült film. 2013 januárjában Adele Romanski sürgette Jenkinst, hogy csinálja meg második filmjét. Többször is beszéltek, hogy témát találjanak egy kis költségvetésű, személyes vonatkozású filmhez. Néhány ötlet elvetése után a választás McCraney darabjára esett, amit korábban a miami Borscht művészeti közösség juttatott el Jenkinshez. Beszélt McCraney-vel, majd egy egy hónapos brüsszeli látogatás alatt elkészítette a forgatókönyv első vázlatát.
Bár az eredeti mű is három részes, de oda-vissza ugrál az időben, így a néző egymással párhuzamosan ismeri meg Kicsi, Chiron és Feka életét. Valójában csak a darab felénél derül ki, hogy egy és ugyanazon személyről van szó. Jenkins ehelyett azt a megoldást választotta, hogy az eredetit úgy osztotta három egymást követő részre, hogy azokban végig Chiron történetére tudjon összpontosítani. Az így létrejött forgatókönyv egyszerre idézi a két szerző hasonló gyerekkorárát. Juan alakját a már említett Blue nevű drogdílerről mintázták, Paulában pedig benne van mindkettőjük anyja.
A kész forgatókönyet Jenkins 2013-ban a Telluride-i Filmfesztiválon bemutatta a Brad Pitt által alapított Plan B Entertainment vezetőinek. 2015-ben jelent meg a hír, hogy a Plan B az A24 társasággal közösen elvállalta a film kivitelezését.

### Szereplőválogatás
Chiront és Kevint a film mindegyik részében más színész alakítja. A tizenéves Chiron szerepét Ashton Sandersre osztották. A gyermek Chiron és Kevin szerepét Alex W. Hibbert illetve Jaden Piner kapta a Miamiban rendezett nyilvános szereplőválogatáson. Trevante Rhodesot eredetileg Kevin szerepében hallgatták meg, ám végül a felnőtt Chiron szerepét kapta.
André Holland már korábban is játszott McCraney színdarabjaiban és tíz évvel előtte olvasta a színdarabot is. El volt ragadtatva Kevin szerepétől és miután látta a forgatókönyvet, azt mondta, hogy „ez [a forgatókönyv] volt a legjobb dolog, amit valaha olvastam.”
Naomie Harris kezdetben vonakodott Paula szerepétől, mondván nem szeretne sztereotípiákkal megjeleníteni egy fekete nőt. Amikor előadta aggályait, Jenkins részletesen ecsetelte neki a két anya jellemvonásait, amelyekből Paula szerepe össze lett gyúrva. Harris később ezt úgy kommentálta, hogy bár korábban megesküdött, hogy soha nem játszik kábítószeres nőt, a forgatókönyv és a rendező türelme meggyőzte. A szerepre készülve crackfogyasztó drogosokkal készült riportfilmeket nézett meg és találkozott is ilyen nőkkel, akik azzal magyarázták függőségüket, hogy így menekülnek életük sivársága és a szenvedés elől.
Juan szerepére Romanski javasolta Mahershala Alit, aki korábban már szerepelt Kicks című filmjében. Jenkins vele kapcsolatban bizonytalan volt a Kártyavár című tévésorozatban játszott szerepe miatt, ám végül Ali színészi képességei és személyisége meggyőzte. Alinak gyerekkorában volt egy Juanhoz hasonló ismerőse, akit nagyon tisztelt, és a szerepben fontos lehetőséget látott rá, hogy megszemélyesítsen egy ilyen afroamerikai férfi mentort.
Janelle Monáe, amikor elküldték neki a forgatókönyvet, azonnal elvállalta a szerepet. Mint mondta, neki is voltak olyan családtagjai, akik hasonló problémákkal küszködtek drogfüggőségük vagy szexuális identitásuk miatt.

### Forgatás

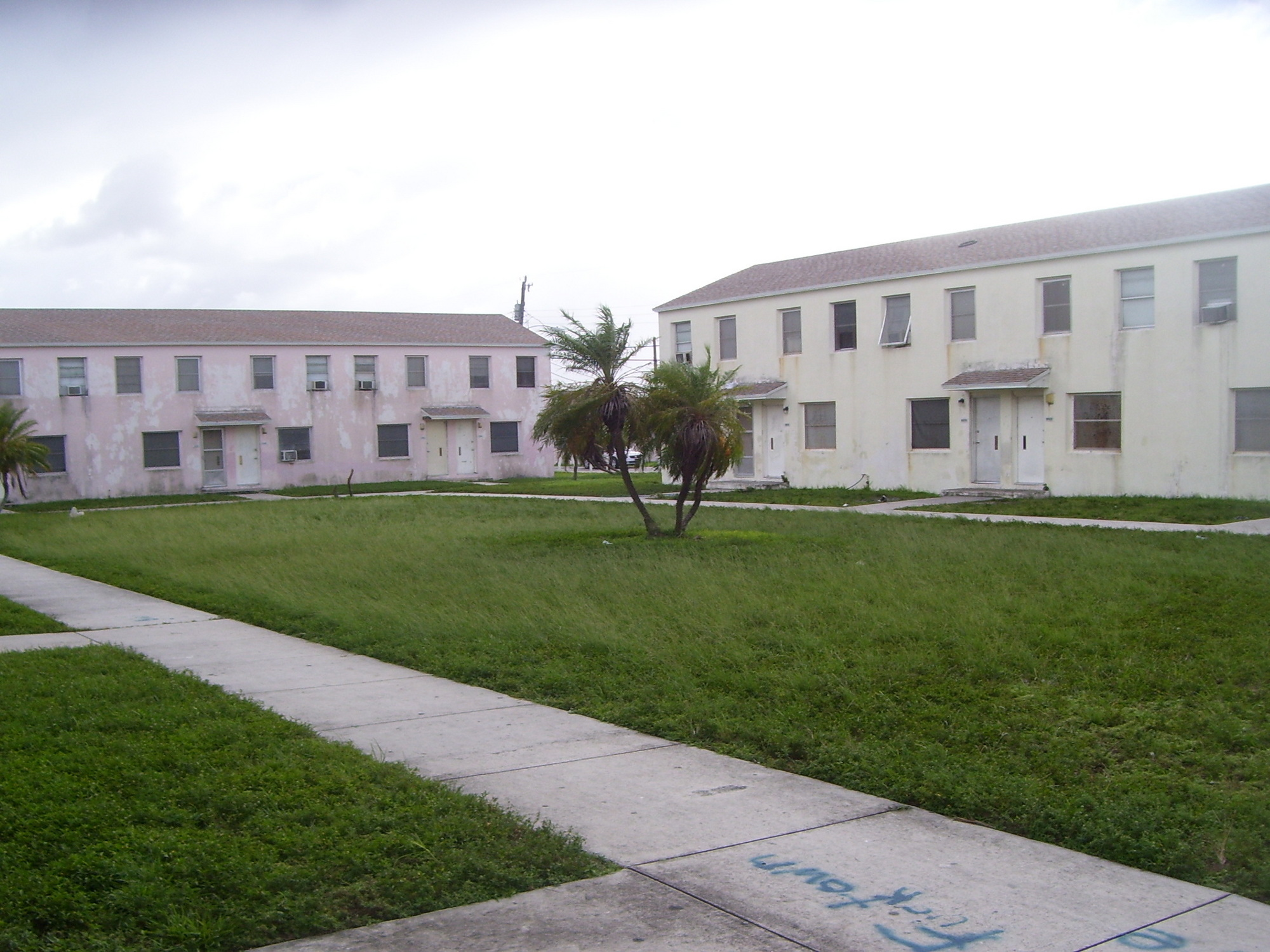
A film egy részét Miamiban, a Liberty Square lakótelepen forgatták.

A forgatás 2015. október 14-én indult Miamiaban. Amikor Jenkins Romanskival forgatási helyszíneket keresgélt a városban, igyekezett olyanokat találni, ahol korábban élt. Egy Liberty City szomszédságában lévő lakótelep lett az egyik fő helyszín, mert Jenkins és McCraney is ezen a környéken nőtt fel. Mivel Jenkinsnek voltak rokonai a környéken, így zavartalanul forgathattak, bár a színészek és a stáb mellett volt rendőri kíséret is. Naomie Harris később így számolt be tapasztalatairól:

„Ez volt az első alkalom, hogy valaki elment a közösségükbe és képviselni akarta őket a filmvásznon, és mivel Barry Jenkins ott nőtt fel, volt bennük egy büszkeség és egy vágy, hogy támogassák őt. Az ember olyan szeretetet érzett a közösség részéről, amilyet én soha nem éreztem másutt, sehol a világon, és furcsa volt, hogy ez történt, mert az ember pont az ellenkezőjére számított.”

A forgatás során Jenkins gondoskodott róla, hogy a Chiront alakító három színész ne találkozhasson egymással, mert el akarta kerülni, hogy egymás játékát utánozzák. Így Rhodes, Sander és Hibbert külön két-három hetes periódusokban forgatott. Mahershala Ali több egymást követő hétvégén repült Miamiba, mert közben más projektekben is részt vett. Naomie Harris három nap alatt, próbák nélkül vette fel a jeleneteit, míg André Holland minden jelenetét ötször forgatták le. A teljes filmet 25 forgatási nap alatt vették fel.
Jenkins operatőre James Laxton volt, aki régóta barátja, együtt forgatták első filmjét is. Úgy döntöttek, hogy kerülik a „dokumentarista látványt”, ezért szélesvásznú CinemaScope formátumot használtak és Arri Alexa digitális kamerát, ami jobban visszaadja a bőr színét. Alex Bickel coloristtal olyan színskálát alkottak, amely úgy növelte a kontrasztosságot és a szaturációt, hogy színhelyes és részletgazdag maradt. Ez azért volt nagyon fontos, hogy a sötét bőrárnyalatok árnyékban is jól kivehetőek legyenek. Ennek eredményeként úgy tűnik, mintha a három részt három különböző nyersanyagra vették volna fel. Az első részben FujiFilmet emulálnak, hogy intenzívebbé tegyék a bőrárnyalatokat. A második részben Agfa nyersanyagot imitálnak, ami némi cián árnyalatot ad a képeknek, a harmadikban pedig módosított Kodakot.

### Utómunkálatok
A vágást és a szerkesztést Jenkins két egyetemi évfolyamtársa, Joi McMillon és Nat Sanders csinálta Los Angelesben. Sanders volt felelős az első és a második részért, McMillon pedig az operatőr kedvenc „vacsorajelenetét” tartalmazó harmadikért. Végül a zenei keverést a Wildfire stúdióban végezték Los Angelesben.

## A film zenéje
A film zenéjét Nicholas Britell szerezte. A kísérőzenében főleg hegedű és cselló dominál, de megszólal benne zongora és oboa is. Jenkins egyrészt zenekari zenét szeretett volna filmjéhez, másrészt érdekelte a chopped & screwed stílus. Ez egy remixelési mód, ami a houstoni hiphop művészek közt vált divatossá. Lényege, hogy a számokat eredeti tempójuknál lassabban adják elő, esetleg a szám egyes részeit többször megismétlik. Britellnek sikerült ezt a technikát ötvözni a klasszikus hangszerekkel.
A film zenei anyaga 2016. október 21-én jelent meg. Az album Britell 19 szerzeménye mellett tartalmaz egy-egy Goodie Mob, Boris Gardiner és Barbara Lewis dalt is. Két további szám, amiből csak egy rész hallható a filmben, nincs rajta a lemezen: a One Step Ahead Aretha Franklintől és a Cucurrucucú paloma Caetano Veloso előadásában.
A The Chopstars együttes két tagja, OG Ron C és DJ Candlestick elkészítette az album chopped and screwed változatát is.

### Számlista
Az összes szám szerzője Nicholas Britell, kivéve ahol külön fel van tüntetve. 
| 1.  | Every Nigger Is a Star                                              | Boris Gardiner | 3:19 |
| 2.  | Little's Theme                                                      |                | 0:59 |
| 3.  | Ride Home                                                           |                | 0:47 |
| 4.  | Vesperae Solennes de Confessore – Laudate Dominum, K. 339 (részlet) | Mozart         | 1:42 |
| 5.  | The Middle of the World                                             |                | 2:02 |
| 6.  | The Spot                                                            |                | 1:23 |
| 7.  | Interlude                                                           |                | 0:25 |
| 8.  | Chiron's Theme                                                      |                | 0:56 |
| 9.  | Metrorail Closing                                                   |                | 1:42 |
| 10. | Chiron's Theme Chopped & Screwed (Knock Down Stay Down)             |                | 2:08 |
| 11. | You Don't Even Know                                                 |                | 2:20 |
| 12. | Don't Look at Me                                                    |                | 0:36 |
| 13. | Cell Therapy                                                        | Goodie Mob     | 4:37 |
| 14. | Atlanta Ain't but So Big                                            |                | 0:55 |
| 15. | Sweet Dreams                                                        |                | 0:58 |
| 16. | Chef's Special                                                      |                | 1:10 |
| 17. | Hello Stranger                                                      | Barbara Lewis  | 2:43 |
| 18. | Black's Theme                                                       |                | 0:56 |
| 19. | Who Is You?                                                         |                | 0:53 |
| 20. | End Credits Suite                                                   |                | 5:13 |
| 21. | Bonus Track: The Culmination                                        |                | 1:55 |

## Forgalmazás

### Marketing
A film hivatalos posztere és az mozielőzetes 2016. augusztus 10-én jelent meg. A triptichonszerű fekvő formátumú poszteren a Chiront alakító három színész arca látható félig, egymás mellett, kék illetve lilás háttér előtt. A plakát másik, álló formátumú változatán a három arc egy-egy harmadából készült montázs ad ki egy teljes arcot. Ezen túlmenően a producerek nem folytattak extra marketinget, egyrészt mert a bemutató az őszi fesztiválszezonra eset, másrészt mert egyébként is nagy várakozás előzte meg Jensen második filmjét. Ahogy Mark Olsen fogalmazott a Los Angeles Times egyik cikkében, „ez volt az egyik leginkább várt film”.

### Bemutató

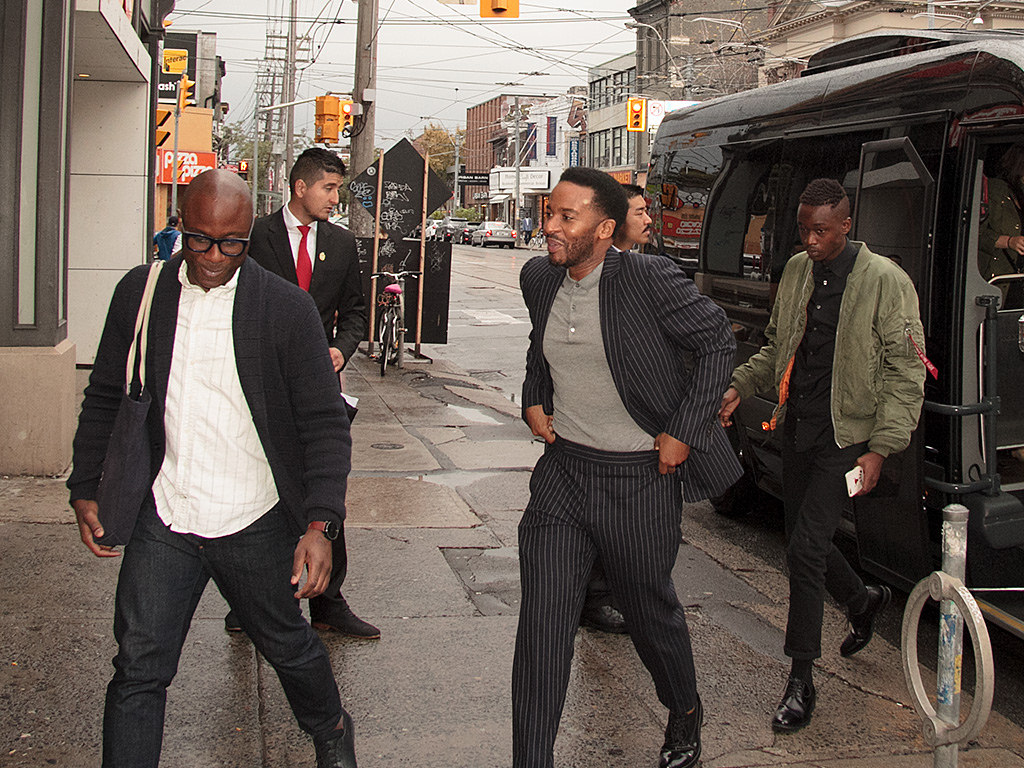
Jenkins, Holland és Sanders Torontóban

A film világpremierje 2016. szeptember 2-án volt a Telluride-i Filmfesztiválon,
majd 2016. szeptember 10-én bemutatták a Torontói Nemzetközi Filmfesztiválon, október 2-án a New York-i Filmfesztiválon, október 6-án a BFI London Filmfesztiválon, október 7-én pedig a Vancouveri Nemzetközi Filmfesztiválon.
A filmet október 21-től kezdték el vetíteni New York és Los Angeles négy mozijában, a teljes nagyközönség számára pedig november 18-tól kezdve 650 filmszínház tűzte műsorára. A film már az első hétvégén átlépte a százezres nézőszámot és több mint 400 000 USD bevételt termelt. 2017 februárjában már 1014 moziban játszották egyszerre. A Oscar-díj átadását követő hétvégén 260%-kal ugrott meg a film bevétele az előző hetihez képest és elérte 2,5 millió dollárt. Ezzel túlszárnyalta két korábbi Oscar-díjas film, a Birdman illetve a Brokeback Mountain díjátadó utáni csúcsait. A film teljes bevétele meghaladta a 65 millió dollárt, míg a produkció költsége csak 4 millió dollár volt.

## Fogadtatás

### Kritikák
A Rotten Tomatoes által összegzett 302 értékelés 98%-a pozitív, a film átlagos tetszési indexe 9/10 volt. Az oldal egybehangzó megítélése szerint „a Holdfény egy ember történetét felhasználva olyan figyelemreméltó és briliánsan kidolgozott képet mutat be életekről, amilyet filmen nagyon ritkán látni”. A Metacriticen összegyűjtött 51 kritikát átlagolva a lehetséges 100 pontból 99-et kapott a film, a maximális értéket eddig csak a Sráckor (Boyhood) érte el 2014-ben. Mindkét oldalon ez a legjobbnak ítélt film 2016-ban.
David Rooney a The Hollywood Reporter szakírója pozitívan nyilatkozott a filmről a 2016-os Telluride-i Filmfesztivál után. A színészek játéka mellett kiemelte James Laxton operatőr munkáját: „vibráló és csábító, megtévesztően lágy, amit forró együttérzés hat át”. Rooney szerint a film „mély húrokat pendít meg mindenkiben, aki valaha is azzal küzdött, hogy megtalálja identitását vagy kapcsolatra leljen egy magányos világban”. A Time Out New York lapjain Joshua Rothkopf ötből öt csillagot ad a filmnek, dicséri Barry Jenkins rendezését és hozzáfűzi, hogy „kétség kívül olyan film, amiért moziba járunk: hogy megértsük egymás fájdalmát és talán közelebb kerüljünk egymáshoz”."
Brian Formo a Collider.com-on a Holdfénynek 'A−' besorolást adott, dicsérve a szereplőket és a rendezést, ám hozzátette, szerinte a film „inkább individuális és fontos, de nem annyira nagy”. Hasonlóan Jake Cole a Slant Magazine-ben dicsérte a színészeket, de kritizálta a forgatókönyvet, szerinte „a filmben sok minden ódivatú”. A The Verge kritikusa, Tasha Robinson hiányolta a cselekményből a három fejezet között történteket, de elismerte, hogy "ami viszont a vászonra került, az feledhetetlen."
A 2016-os Torontói Nemzetközi Filmfesztivált követően Justin Chang a Los Angeles Timesban azt írta a filmről, hogy „fájdalmasan romantikus és szokatlanul őszinte”, és biztosra vette, hogy jelölni fogják Oscar-díjra.
Ezzel szemben viszont Orville Lloyd Douglas kanadai író a Film International folyóirat cikkében azt írta a Holdfényről, hogy „tisztességtelen, heteroszexista, rasszista és közhelyes”. Elítéli az ehhez hasonló, „homoszexualitáson, fajon, kábítószer-függőségen, bűnözésen és szegénységen szenvelgő” filmeket, amelyek „a fekete család működésképtelenségét tekintik a siker kulcsának a fehér kritikusok körében.” Álszent dolognak tartja, hogy a szórakoztatóipart kezükben tartó fehérek döntsenek egy fekete filmről. Úgy véli, hogy a film lecsillapítja azt, amit ő a felső osztálybéli fehér filmkritikusok és a Filmakadémia gazdag fehér szavazói rasszista előítéletének tart.
A filmről sokat és bőven írtak a magyar sajtóban is, többségében igen elismerően.

### Fontosabb díjak, jelölések
A 74. Golden Globe-gálára a filmet hat díjra jelölték, amivel a második legtöbb jelölést kapó film volt és nyert a a legjobb filmdráma kategóriában.
A 89. Oscar-gálán nyolc kategóriában jelölték és háromban nyert: a legjobb film, a legjobb férfi mellékszereplő (Maherhsala Ali) és a a legjobb adaptált forgatókönyv. A Holdfény az első LMBT-témájú film, amelyik megkapta a legjobb filmnek járó Oscar-díjat.
Mivel a forgatókönyv alapjául szolgáló színdarabot soha nem mutatták be és nem adták ki, a különböző díjátadókon eltérő szabályok szerint döntötték el, hogy eredeti vagy adaptált forgatókönyvnek tekintsék-e. A BAFTA-díjon az eredeti forgatókönyv kategóriába sorolták, míg az Oscar-díj esetében adaptált forgatókönyvnek tekintették.
American Society of Cinematographers
- jelölés: legjobb filmoperatőri munka (James Laxton)[88]

BAFTA-díj (2017)
- jelölés: legjobb film (Dede Gardner, Jeremy Kleiner és Adele Romanski)
- jelölés: legjobb férfi mellékszereplő (Mahershala Ali)
- jelölés: legjobb női mellékszereplő (Naomie Harris)
- jelölés: legjobb eredeti forgatókönyv (Barry Jenkins)[89]

British Independent Film Awards (2016)
- díj: legjobb külföldi független film (Barry Jenkins)[90]

Chicago Film Critics Associaton (2016)
- jelölés: legjobb film
- jelölés: legjobb rendező (Barry Jenkins)
- jelölés: legjobb férfi mellékszereplő (Mahershala Ali)
- jelölés: legjobb férfi mellékszereplő (Trevante Rhodes)
- jelölés: legjobb női mellékszereplő (Naomie Harris)
- jelölés: legjobb adaptált forgatókönyv (Barry Jenkins)
- jelölés: legjobb operatőr (James Laxton)
- jelölés: legjobb vágás (Nat Sanders és Joi McMillon)
- jelölés: legjobb filmzene (Nicholas Britell)
- jelölés: A legígéretesebb előadó (Janelle Monae)[91]

Critics’ Choice Movie Awards (2016)
- jelölés: legjobb film
- jelölés: legjobb rendező (Barry Jenkins)
- jelölés: legjobb forgatókönyv (Barry Jenkins)
- jelölés: legjobb operatőr (James Laxton)
- jelölés: legjobb vágás (Nat Sanders és Joi McMillon)
- jelölés: legjobb filmzene (Nicholas Britell)
- díj: legjobb férfi mellékszereplő (Mahershala Ali)
- jelölés: legjobb női mellékszereplő (Naomie Harris)
- jelölés: legjobb gyermekszereplő (Alex R. Hibbert)
- díj: legjobb színészegyüttes[92]

Directors Guild of America Awards (2017)
- jelölés: 2016 legjobb filmje (Barry Jenkins)[93]

74. Golden Globe-gála
- díj: legjobb filmdráma
- jelölés: legjobb rendező (Barry Jenkins)
- jelölés: legjobb forgatókönyv (Barry Jenkins)
- jelölés: legjobb férfi mellékszereplő (Mahershala Ali)
- jelölés: legjobb nőimellékszereplő (Naomie Harris)
- jelölés: legjobb filmzene (Nicholas Britell)[94]

Gotham Independent Film Award (2016)
- díj: legjobb játékfilm
- díj: legjobb forgatókönyv
- díj: Közönségdíj
- díj: A zsüri különdíja a legjobb színészegyüttesnek[95]

Hawaii International Film Festival (2016)
- díj: Arany Orchidea-díj[96]

Hollywood Film Award (2016)
- díj: Hollywood színésznő felfedezettje (Naomie Harris)[97]

Hollywood Music In Media Awards (2016)
- díj: legjobb filmzene (Nicholas Britell)[98]

Independent Spirit Awards (2016)
- díj: legjobb film
- díj: legjobb rendezés (Barry Jenkins)
- díj: legjobb forgatókönyv
- díj: legjobb operatőr
- díj: legjobb vágás
- Robert Altman-díj [99]

London Critics' Circle Film Awards (2017)
- jelölés: legjobb film
- jelölés: legjobb rendező (Barry Jenkins)
- jelölés: legjobb forgatókönyv (Barry Jenkins)
- díj: legjobb férfi mellékszereplő (Mahershala Ali)
- díj: legjobb női mellékszereplő (Naomie Harris)
- jelölés: legjobb brit filmszínésznő (Naomie Harris a Holdfény, A mi emberünk és a Váratlan szépség c. filmekben nyújtott alakításért)
- jelölés: legjobb vágás (Nat Sanders és Joi McMillon)[100]

London Film Festival (2016)
- jelölés: legjobb film (Barry Jenkins)[101]

Los Angeles Film Critics Association Awards (2016)
- díj: legjobb film
- díj: legjobb rendező (Barry Jenkins)
- díj: legjobb férfi mellékszereplő (Mahershala Ali)
- díj: legjobb operatőr (James Laxton)[102]

National Board of Review Awards (2016)
- díj: legjobb rendezés
- díj: legjobb női mellékszereplő (Naomie Harris)
- Felvétel a legjobb 10 film közé[103]

89. Oscar-gála
- díj: Legjobb film (Adele Romanski, Dede Gardner és Jeremy Kleiner)
- díj: Legjobb férfi mellékszereplő (Mahershala Ali)
- díj: Legjobb adaptált forgatókönyv (Barry Jenkins)
- jelölés: Legjobb női mellékszereplő (Naomie Harris)
- jelölés: Legjobb rendező (Barry Jenkins)
- jelölés: Legjobb operatőr (James Laxton)
- jelölés: legjobb eredeti filmzene (Nicholas Britell)
- Legjobb vágás (Nat Sanders és Joi McMillon)[104]

Producers Guild of America Awards (2017)
- The Darryl F. Zanuck Award (Adele Romanski, Dede Gardner és Jeremy Kleiner)[105]

Satellite Awards (2016)
- jelölés: legjobb film
- jelölés: legjobb rendező (Barry Jenkins)
- díj: legjobb eredeti forgatókönyv (Barry Jenkins)
- jelölés: legjobb operatőr (James Laxton)
- jelölés: legjobb vágás (Joi McMillon és Nat Sanders)
- díj: legjobb női mellékszereplő (Naomie Harris)
- jelölés: legjobb férfi mellékszereplő (Mahershala Ali)[106]

Screen Actors Guild Awards 2017
- díj: legjobb férfi mellékszereplő(Mahershala Ali)[107]
- jelölés: legjobb női mellékszereplő (Naomie Harris)
- jelölés: legjobb szereplőgárda[108]

Toronto International Film Festival (2016)
- jelölés: Platform Prize (Barry Jenkins)[109]

Writers Guild of America Awards (2017)
- díj: legjobb eredeti forgatókönyv (Barry Jenkins)[110]

## Fordítás
Ez a szócikk részben vagy egészben  a   Moonlight (2016 film) című angol Wikipédia-szócikk fordításán alapul.  Az eredeti cikk szerkesztőit annak laptörténete sorolja fel. Ez a jelzés csupán a megfogalmazás eredetét és a szerzői jogokat jelzi, nem szolgál a cikkben szereplő információk forrásmegjelöléseként.